# Мериадок Ваннский
Мериадок (фр. Meriadoc) (VI век) — святой, епископ Ванна. День памяти — 7 июня.
Святой Мериадок, иначе Мериасек (Meriasec), по происхождению, вероятно, был валлийцем. Он отправился сначала в Корнуолл, а затем и в Бретань, где стал отшельником. Впоследствии он был избран епископом города Ванн. Святой изображён в корнуольской пьесе «Beunans Meriasec».